# Streetheart
Streetheart war eine kanadische Rockband. Sie wurde 1976 gegründete und 1984 aufgelöst.

## Geschichte
Streetheart ging aus einer Anfang der 1970er Jahre in Regina (Saskatchewan) von Daryl Gutheil und Ken Sinnaeve gegründeten Band namens „Wascana“ hervor. Sänger Kenny Shields stieß zu der Gruppe, als die Mitglieder nach Winnipeg umgesiedelt waren, und die Band wurde zunächst in „Witness“, später dann in „Streetheart“ umbenannt. 1976 kamen Gitarrist Paul Dean und Schlagzeuger Matthew Frenette zur Band, die 1978 ihr Debütalbum Meanwhile Back in Paris veröffentlichte. Im folgenden Jahr erschien Under Heaven Over Hell, allerdings hatte Paul Dean die Band bereits vor den Aufnahmen verlassen und war durch John Hannah ersetzt worden.
Matthew Frenette verließ Streetheart ebenfalls und gründete 1980 mit Paul Dean und anderen Musikern die Band Loverboy. Das dritte Streetheart-Album, Quicksand Shoes, wurde mit dem Schlagzeuger Herb Ego aufgenommen und erschien 1980. Im selben Jahr verließ die Band ihr bisheriges Musiklabel WEA und wechselte zu Capitol Records. Bei Capitol erschien, ebenfalls 1980, das Album Drugstore Dancer.
1983 erschien das letzte Album der Band, Dancing with Danger. Trotz Erfolges in der Heimat löste sich die Band 1984 auf.

## Trivia
- Das Album Dancin’ with Danger wurde 2012 remastered und erneut veröffentlicht.
- Ace Frehley bearbeitete 1988 das Streetheart-Lied Dancing with Danger vom gleichnamigen Album und nahm es unter dem Titel Dancin’ With Danger für das Frehley’s-Comet-Album Second Sighting auf.
- Ken Sinnaeve ersetzte nach dessen Tod den Bassisten Scott Smith bei Loverboy. Dadurch gehören heute drei Gründungsmitglieder von Streetheart der Gruppe an.
- Schlagzeuger Billy Carmassi ist der Bruder des Montrose-Schlagzeugers Denny Carmassi.

## Diskografie

### Alben
- 1978: Meanwhile Back in Paris (CA: Platin)[1]
- 1979: Under Heaven Over Hell (CA: Platin)
- 1980: Quicksand Shoes
- 1980: Drugstore Dancer (CA: Platin)
- 1982: Streetheart (CA: ×2Doppelplatin )
- 1983: Dancing with Danger (CA: Gold)
- 1984: Buried Treasure

### Singles
- 1980: Under My Thumb (CA: Gold)

## Nachweise
- Streetheart-Biografie im CD-Booklet der Dancing With Danger-Ausgabe von 2012